# بيتر جونسون غوليك
بيتر جونسون غوليك (بالإنجليزية: Peter Johnson Gulick)‏ هو مبشر أمريكي، ولد في 12 مارس 1796 في فريهولد في الولايات المتحدة، وتوفي في 8 ديسمبر 1877 في كوبه في اليابان.